# La Chapelle-Gaudin
La Chapelle-Gaudin ist eine Commune déléguée in der französischen Gemeinde Argentonnay mit 243 Einwohnern (Stand 1. Januar 2022) im Département Deux-Sèvres in der damaligen Region Poitou-Charentes (seit 2016: Nouvelle-Aquitaine). Die Gemeinde La Chapelle-Gaudin gehörte zum Arrondissement Bressuire und zum Kanton Bressuire. Zum 1. Januar 2016 wurde aus den früheren Kommunen La Chapelle-Gaudin, Argenton-les-Vallées, Le Breuil-sous-Argenton, La Coudre, Moutiers-sous-Argenton und Ulcot die Gemeinde Argentonnay gebildet.

## Lage
La Chapelle-Gaudin liegt etwa 13 Kilometer westsüdwestlich von Bressuire.

## Bevölkerungsentwicklung
| Jahr                       | 1962 | 1968 | 1975 | 1982 | 1990 | 1999 | 2006 | 2013 |
| Einwohner                  | 442  | 394  | 347  | 311  | 285  | 250  | 228  | 236  |
| Quellen: Cassini und INSEE |      |      |      |      |      |      |      |      |

## Sehenswürdigkeiten

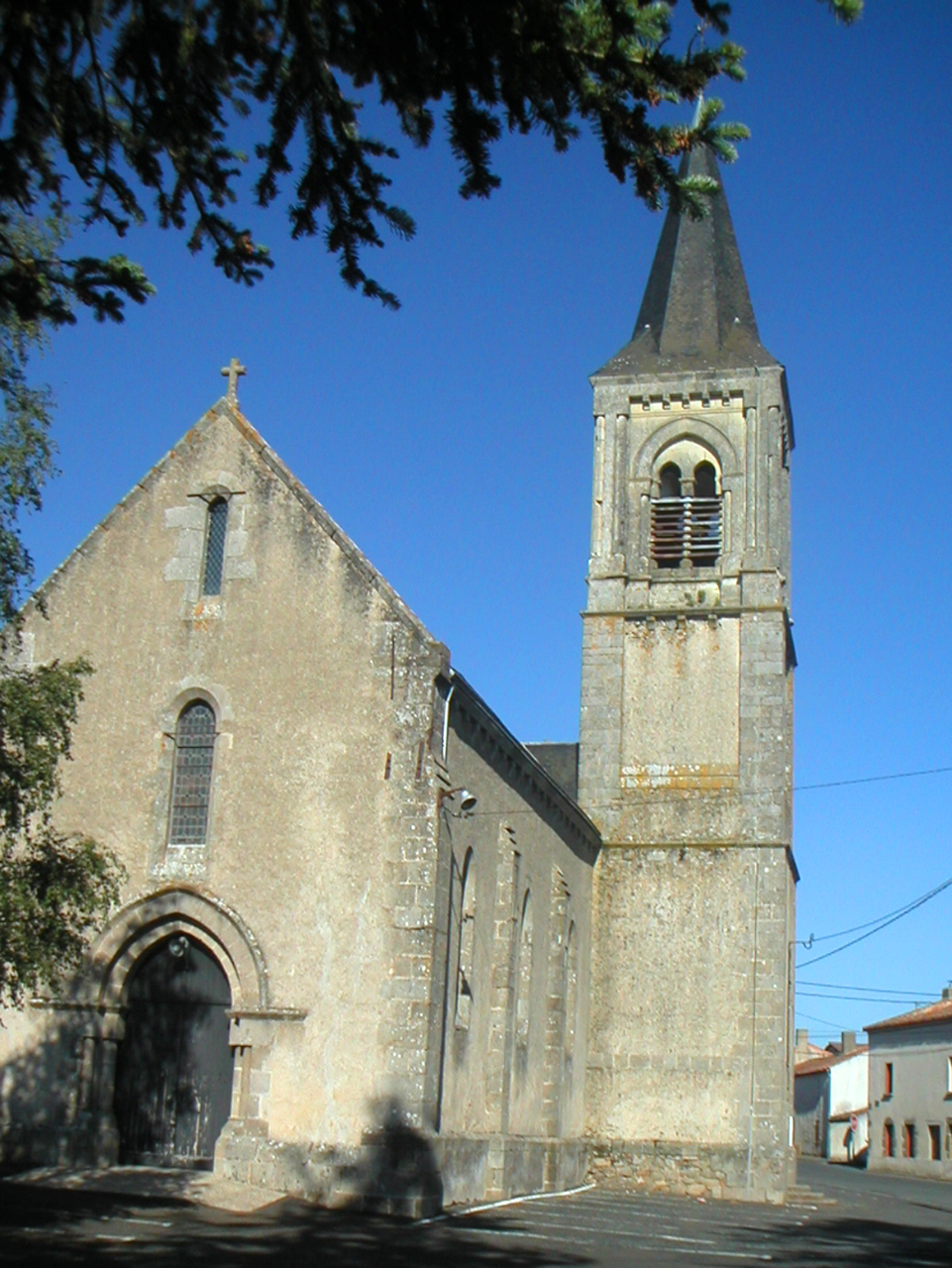
Kirche

- Kirche Saint-Pierre et Saint-Paul